# Civilian Conservation Corps
Le Civilian Conservation Corps (CCC, en français Corps civil de protection de l'environnement) est un programme de l'administration américaine créé durant la présidence de Franklin Delano Roosevelt, dans le cadre du New Deal afin de donner du travail aux jeunes chômeurs répondant à certains critères : être un homme célibataire, en bonne santé, citoyen américain et avoir un membre de sa famille qui reçoit des aides sociales.

## Présentation
Ce programme est mis en place le 31 mars 1933 par le président Roosevelt et dissous le 30 juin 1942. Il agit de concert avec la Work Projects Administration. Grâce à des travaux de reboisement, de lutte contre l'érosion et les inondations, ce programme financé par des bons du Trésor permet l'embauche de milliers de jeunes chômeurs dans tout le pays : 250 000 emplois sont créés pour les hommes de 18 à 25 ans ; en huit ans, le CCC garantit un salaire mensuel de 30 dollars à près de deux millions de jeunes. Il permet également de faire progresser l'instruction grâce à des cours du soir. L'intérêt est double : éviter que les jeunes ne tombent dans la délinquance ou la pauvreté, et permettre de faire diminuer le chômage tout en offrant une source de revenus aux familles les plus directement exposées.
Le caractère quasi militaire des camps gérés par le gouvernement et le fort potentiel d'endoctrinement des jeunes inquiète cependant de nombreux Américains. Cependant, les jeunes chômeurs concernés sont bien traités, et ne servent l'État que durant de courtes périodes : six mois à l'origine, avant une extension du programme à une durée de deux ans maximum.
Le CCC, au cours de sa période d'activité, restaure plus de 3 900 constructions historiques, développant par ailleurs plus de 800 parcs d'État. Il trace plus de 28 000 milles de sentiers, bâtissant aussi plus de 38 500 ponts routiers, au moins 3 116 tours d'observation ainsi que de nombreux musées et autres lodges.

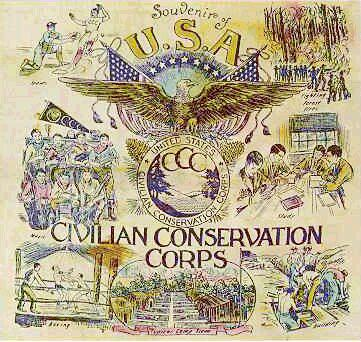
Dessins visant à faire connaître le CCC.
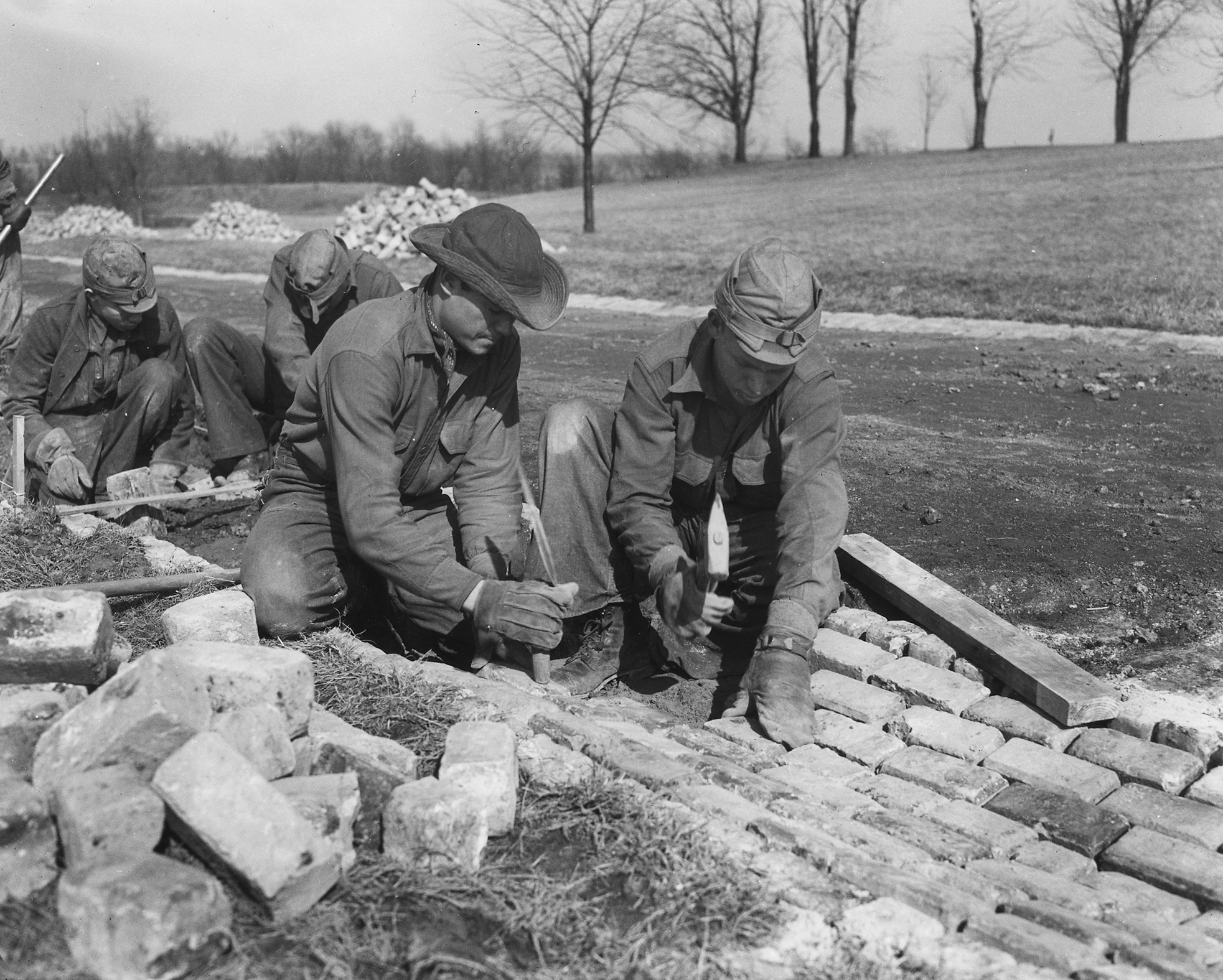
Ouvriers du CCC construisant une route.
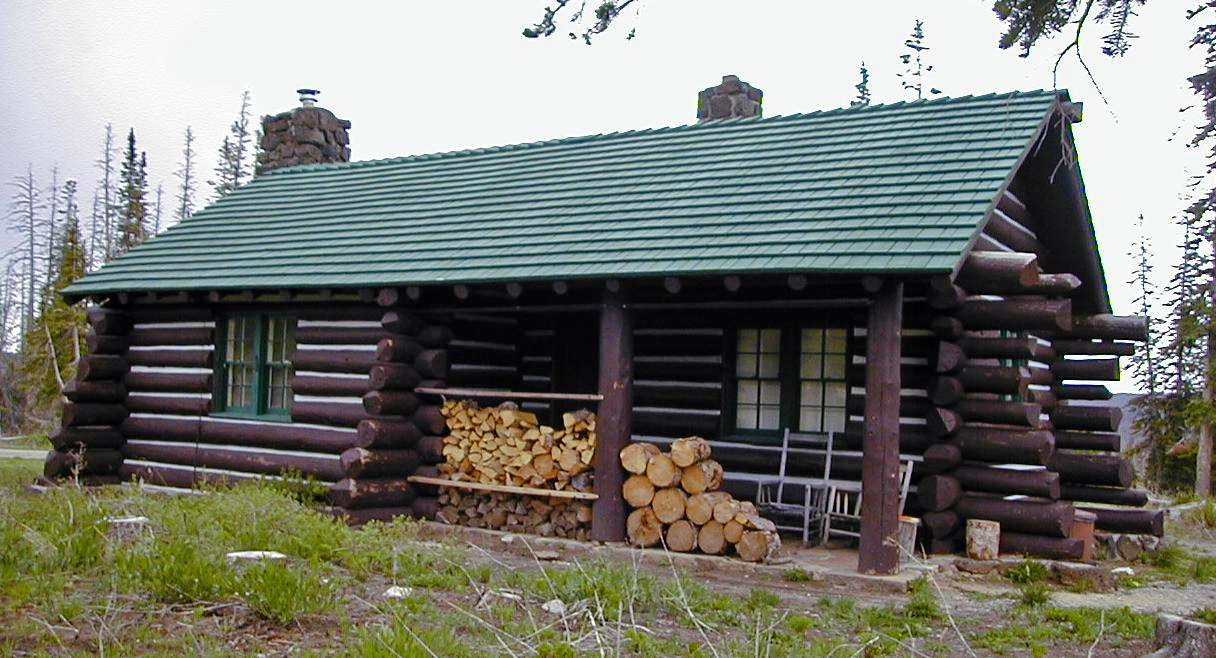
La Caretaker's Cabin une cabane en rondins dans le comté d'Iron, dans l'Utah, construite par le CCC.